# Баж (Восточные Пиренеи)
Баж (фр. Bages) — муниципалитет во Франции в регионе Лангедок — Руссильон, департамент Восточные Пиренеи.
Население — 3779 человека (2007), площадь департамента — 11,95 км². Плотность населения — 316,23 чел/км².
Муниципалитет расположен на расстоянии около 700 км к югу Парижа, 140 км юго-западнее Монпелье, 140 км юго-западнее Перпиньяна.

## Демография
| 1962  | 1968  | 1975  | 1982  | 1990  | 1999  | 2006  | 2007 |
| ----- | ----- | ----- | ----- | ----- | ----- | ----- | ---- |
| 1 755 | 1 900 | 2 145 | 2 711 | 3 317 | 3 328 | 3 723 | 3779 |